# Zlíchovský lihovar
Zlíchovský lihovar je bývalý průmyslový areál v Praze na Zlíchově, který se nachází mezi ulicemi Nádražní a Strakonická. Od roku 2002 jsou jeho varna a komín chráněny jako kulturní památka České republiky.

## Stavby
Areál lihovaru tvořila řada provozních a správních budov, postavených nebo upravených v 90. letech 19. a začátkem 20. století. Továrně dominovala destilovna s převýšenou věžovou částí s půlkruhově zakončenými okny ve fasádě směřující do Nádražní ulice. Její dochované dekorativní litinové točité schodiště v hale prostupuje patra budovy. Severovýchodně od destilovny stál historický objekt kotelny s polygonálním komínem na vysoké čtvercové podnoži.
Válcové tanky pojmuly na 20 000 hektolitrů melasy a kruhový lihový tank 10 000 hektolitrů lihu.

## Železniční vlečka
Továrna původně byla vlečkou spojena se Smíchovským nádražím. Ještě roku 1889 šlo o vlečku k vorovému přístavu a na Schwarzenberskou pilu, roku 1895 již statistika vleček uvádí délku vlečky lihovaru 310 m, Vlečka se úrovňově křižovala s Nádražní ulicí, po níž vede v tomto úseku od 16. července 1925 tramvajová trať. Původně byla na vlečce točna, ta byla zrušena před rokem 1990, ale zbytek odbočné koleje z točny zůstal zachován. Vlečka byla úředně zrušena roku 1997, koleje však ještě roky nebyly odstraněny. Na přelomu měsíců října a listopadu 2002 byly zavařeny koleje na styku tramvajových a železničních kolejnic tak, že křížení bylo průjezdné již jen pro tramvaje. Roku 2004 bylo kolejové křížení sneseno.

## Historie

### Založení lihovaru a potašovny
Již roku 1836 vlastnila rodina Fischlů na Zlíchově lihovar. Roku 1880 založil Samuel Fischl s Adolfem Rosenbaumem na místě staré výrobny továrnu na líh a potaš. K přestavbě areálu s dostavbou výrazného objektu rafinerie lihu došlo roku 1907. S průměrnou roční výrobou 28.070 hektolitrů alkoholu se stal třetím největším lihovarem ze sedmi „průmyslových lihovarů v komorním obvodu pražském“. Rafinerie vyráběla líh z melasy a melasové odpalky se poté zpracovávaly v potašovně na draselné soli.

### Zastavení a obnovení provozu, zřízení octárny
29. dubna 1949 byl provoz lihovaru zastaven a jeho zařízení koncem roku 1950 rozebráno
a rozvezeno do českých lihovarů. Roku 1951 se areál stal sídlem nově ustanoveného podniku „Spojené lihovary, národní podnik“. Některá odvezená zařízení byla vrácena a od května 1952 lihovar ještě pět let vyráběl velejemný líh. V roce 1957 byly objekty bývalé potašovny přestavěny na octárnu, ve které se ocet začal stáčet nejprve do sudů a o rok později do lahví. V 60. letech 20. století patřila tato octárna k předním evropským výrobcům.
V 60. a 70. letech se na společné plnicí lince mimo octu lahvoval i tuzemský rum. Na další plničce (v jiném objektu) se lahvovala Pražská vodka. Ještě v první polovině 90. let se připravovalo plnění alkoholizovaných nápojů do plechovek, ale k instalaci plnicí linky (s technologií dávkování kapek kapalného dusíku LINJET) v pronajatých prostorech v Bránickém pivovaru již nedošlo.
Roku 2000 byl v závodě ukončen provoz lihu i octa. 

### Památková ochrana
Národní památkový ústav v Praze podal 23. října 2001 návrh na prohlášení části areálu (destilovny, komín a potašovny) za kulturní památku, protože dokládá jedinečným způsobem a mírou zachování industriální areál s dochovanou strukturou a architektonickými i technickými detaily z poslední čtvrtiny 19. století a současně představuje výrazný, historicky mimořádně autentický urbanistický prvek smíchovského panoramatu. Odbor památkové péče MHMP i komise ministerstva kultury památkovou ochranu všech tří navržených částí doporučily. Vlastník areálu v řízení uvedl, že si již při zahájení prací na projektu obnovy byl vědom určité historické hodnoty a proto zadal u renomovaného historika průmyslové architektury Tomáše Šenbergera (který je zároveň členem ministerské komise pro posuzování návrhů) zpracování podrobného průzkumu a hodnocení areálu. Vlastník uvedl, že k prohlášení za kulturní památku doporučuje objekt varny, komín, podzemní prostory skladu melasy a vybrané architektonické a technické prvky, s tím, že budova varny se stane centrálním bodem pro návštěvníky areálu a bude využita pro prezentaci informací o historii Zlatého lihovaru. Vzhledem k tomu, že budova potašovny je ve zmíněné studii označena za nevhodnou pro památkovou ochranu a i Státní památkový ústav ji prý ve svém ústním hodnocení označil z hlediska historické architektury za méně kvalitní, vyslovil vlastník nesouhlas s prohlášením této haly za kulturní památku. Zároveň vlastník požadoval, aby budovy byly v rozhodnutí označeny podle své funkce a aby bylo eliminováno plošné vymezení areálu památkové ochrany, přičemž dostatečnou regulaci zajišťuje ochranné pásmo památkové rezervace, v němž se areál nachází. Městská část Praha 5 se v řízení vyjádřila, že plně podporuje projekt přestavby areálu. Ministerstvo kultury došlo k závěru, že přestože areál jako celek nelze zařadit mezi mimořádná stavební díla, která je nutno beze zbytku chránit, je připomenutí industriální historie v daném místě žádoucí. Na základě tohoto hodnocení prohlásilo za kulturní památku budovu varny (destilovny) a komín s podnoží. Hala potašovny, i když má zajímavě řešený nosný prvek krovu, podle ministerstva nesplňuje jako celek podmínky pro prohlášení za kulturní památku.

### Záměry společnosti Zlatý lihovar a zchátrání
Vlastníkem areálu se stala brzy po ukončení provozu firma Zlatý lihovar a.s., jejímž jediným akcionářem byla firma Goldfin Investments ltd. se sídlem na Panenských ostrovech, a areál intenzivně chátral. Společnost plánovala na území vytvořit komplex zahrnující kancelářské prostory, kulturní zařízení, obchody a byty a upravit přilehlé území na park. Projekt však zkrachoval. Areál pouze chátral, majitel, který údajně sídlil v Anglii, nepožádal ani o povolení k demolici, odmítal areál prodat a s úřadem městské části vůbec nekomunikoval, stejně jako pověřený správce.
26. června 2013 ráno se kvůli havarijnímu technickému stavu zřítila výrobní hala o rozměrech 40×60 metrů. Nikdo nebyl zraněn, škoda byla vyhodnocena jako nulová, protože byl objekt určen k demolici. Mluvčí hasičů vyvrátil domněnku, že za zřícením mohlo být podmáčení zdiva z důvodu silných dešťů v předchozích dnech.

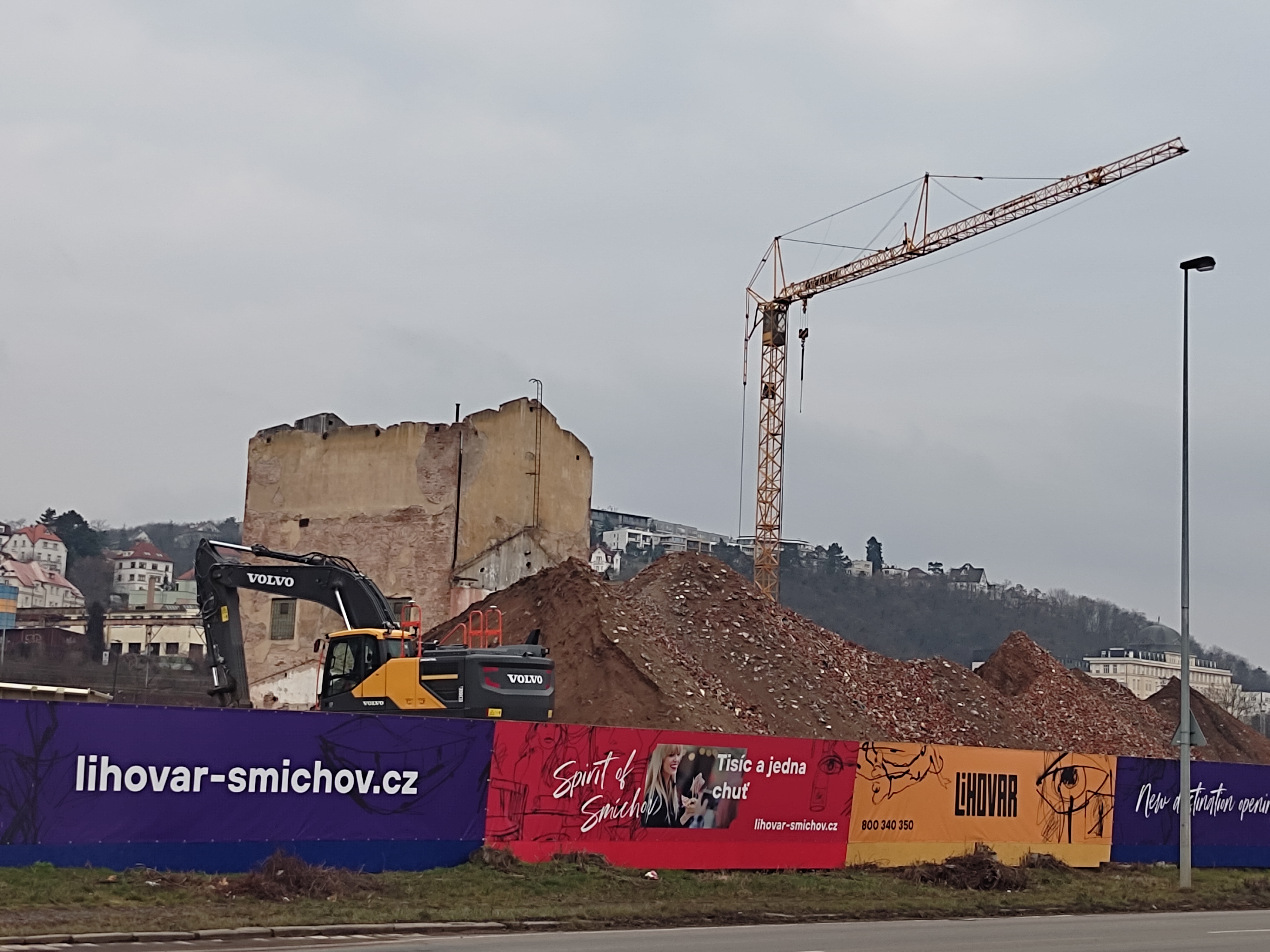
Bourání areálu

### Převzetí developerskou skupinou Trigema
Developerská skupina Trigema převzala v roce 2021 chátrající areál, který se má proměnit na bytový komplex s 500 byty v rámci developerského projektu Lihovar Smíchov. Kromě bytů bude v areálu sevřeném ulicemi Nádražní a Strakonická také 4500 metrů čtverečních obchodů, restaurací a kaváren. V areálu bude také nová galerie Davida Černého – Musoleum.